# Quan hệ công chúng
Quan hệ công chúng (Tiếng Anh: Public Relations, Tiếng Pháp: Relations publiques, viết tắt là PR/ RP) là việc một cơ quan tổ chức hay doanh nghiệp chủ động quản lý các quan hệ giao tiếp cộng đồng để tạo dựng và giữ gìn một hình ảnh tích cực của mình. Mục đích của quan hệ công chúng là thông báo cho công chúng, khách hàng tiềm năng, nhà đầu tư, đối tác, nhân viên và các bên liên quan khác, và cuối cùng thuyết phục họ duy trì quan điểm tích cực hoặc thuận lợi cho tổ chức, lãnh đạo, sản phẩm hoặc dịch vụ.
Công chúng bao gồm các tầng lớp nhân dân sinh sống trong xã hội. VD: người hâm mộ, cổ động viên đội bóng đá...
Công chúng theo nghĩa đối tượng trọng tâm ảnh hưởng đến doanh nghiệp:
- Khách hàng hiện tại và tiềm năng (VD: người uống Pepsi)
- Cơ quan truyền thông báo chí (các đài truyền hình, báo viết, đài phát thành, báo điện tử Internet,...)
- Chính quyền (chính phủ, ủy ban nhân dân tỉnh, quận, huyện, sở, bộ,...)
- Dân chúng trong khu vực
- Các đoàn thể (công đoàn, đảng phái, đoàn,...)
- Hội bảo vệ người tiêu dùng
- Cổ đông của doanh nghiệp
- Cán bộ, nhân viên doanh nghiệp

## Định nghĩa
Ivy Lee và Edward Louis Bernays đã đưa ra định nghĩa đầu tiên về quan hệ công chúng (PR) vào đầu những năm 1900 như sau: "một chức năng quản lý, sắp xếp thái độ công chúng, xác định các chính sách, thủ tục và lợi ích của một tổ chức… tiếp theo là thực hiện chương trình hành động nhằm mục đích có được sự hiểu biết và chấp nhận của công chúng". Năm 1948, nhà sử học Eric Goldman cảnh báo rằng định nghĩa về quan hệ công chúng trong Webster sẽ gây tranh cãi giữa các học viên và nhà phê bình trong lĩnh vực này.
Theo Bernays, cố vấn quan hệ công chúng là người làm việc với cả phương tiện truyền thông hiện đại và hình thành các nhóm trong xã hội nhằm cung cấp ý tưởng về ý thức của cộng đồng. Hơn nữa, ông cũng quan tâm đến hệ ý thức và các chuỗi hành động cũng như hàng hoá, dịch vụ và các nhóm thương mại lớn để đảm bảo cho sự hỗ trợ.

Tháng 8 năm 1978, Hiệp hội Quan hệ công chúng Thế giới đã định nghĩa lĩnh vực này là 
"Nghệ thuật và khoa học xã hội trong việc phân tích và dự đoán kết quả của xu hướng, tư vấn cho các nhà lãnh đạo cách tổ chức và thực hiện các chương trình hành động theo kế hoạch, phục vụ cho cả tổ chức và lợi ích công cộng" 
Hiệp hội Quan hệ công chúng của Mỹ vào năm 1982 đã xác định quan hệ công chúng là: 
"Quan hệ công chúng giúp một tổ chức và công chúng thích nghi lẫn nhau" 
Năm 2011 và 2012, Hiệp hội Quan hệ công chúng của Mỹ đã hỏi ý kiến đám đông về việc cung cấp định nghĩa cho thuật ngữ PR và cho phép công chúng bỏ phiếu để một trong ba người vào chung kết. Định nghĩa chiến thắng kết luận rằng: 
"Quan hệ công chúng là một quá trình giao tiếp chiến lược, xây dựng mối quan hệ cùng có lợi giữa các tổ chức và công chúng của họ"

## Lịch sử
Hầu hết các sách giáo khoa xem việc thành lập Publicity Bureau (tạm dịch: Cục Quan hệ cộng đồng) năm 1900 là sự thành lập của ngành Quan hệ công chúng. Tuy nhiên, các học giả đã tìm thấy những hình thức ban đầu của ảnh hưởng cộng đồng và quản lý truyền thông trong các nền văn minh cổ đại, trong thời kỳ định cư của Thế giới mới và trong phong trào xóa bỏ chế độ nô lệ ở Anh. Basil Clark được xem là người sáng lập quan hệ công chúng tại Vương quốc Anh vì đã thành lập Dịch vụ Biên tập vào năm 1924.
Tuyên truyền được sử dụng bởi Mỹ, Anh, Đức và các nước khác để biểu tình ủng hộ trong nước và tiêu diệt kẻ thù trong Thế chiến, dẫn đến những nỗ lực của quan hệ cộng đồng mang tính thương mại tinh vi hơn khi những chuyên gia quan hệ công chúng xâm nhập vào khu vực tư nhân. Hầu hết các nhà sử học tin rằng quan hệ công chúng được thiết lập đầu tiên ở Mỹ bởi Ivy Lee hoặc Edward Bernays, sau đó lan rộng ra quốc tế. Nhiều công ty Mỹ có bộ phận PR đã truyền bá thông lệ sang châu Âu khi họ tạo ra các công ty con ở châu Âu do kế hoạch Marshall.
Nửa sau của thập niên 1900 được coi là kỷ nguyên xây dựng phát triển chuyên nghiệp của quan hệ công chúng. Các hiệp hội thương mại, tạp chí tin tức PR, các cơ quan PR quốc tế và các nguyên tắc học thuật cho nghề nghiệp đã được thành lập. Đầu những năm 2000, các dịch vụ phát hành báo chí bắt đầu cung cấp các thông cáo báo chí trên mạng xã hội. Tuyên ngôn Cluetrain, dự đoán hiệu ứng của mạng xã hội năm 1999, đã gây tranh cãi vào thời điểm đó, nhưng đến năm 2006, hiệu ứng của mạng xã hội và công nghệ internet mới đã được chấp nhận rộng rãi.

## Vai trò của Quan hệ công chúng
Theo quan điểm truyền thống, PR được nhìn nhận là một chức năng không mang tính marketing, mà trách nhiệm chính là duy trì quan hệ có lợi song phương giữa doanh nghiệp và công chúng. Trong trường hợp này, khách hàng hiện tại và khách hàng tiềm năng chỉ là một phần nhỏ trong công chúng rộng lớn. Marketing và PR là hai bộ phận hoàn toàn tách biệt.
Tuy nhiên, theo quan điểm khác, PR được xem là một chức năng marketing quan trọng. Tất cả các quan hệ phi-khách hàng đều được coi là cần thiết trong một hoàn cảnh thị trường nào đó. Trong các tổ chức này, PR phụ thuộc vào marketing. Theo Ries, một tác giả dành nhiều tâm huyết nghiên cứu PR, thì ngày càng nhiều công ty chấp nhận PR theo vai trò mới – tức là một chức năng của marketing.
Vai trò mới của PR đòi hỏi hai bộ phận marketing và PR làm việc phối hợp với nhau để tạo nên một hình ảnh tốt nhất của công ty và sản phẩm/dịch vụ chào hàng.
Curry W., trên báo Advertising Age, cho rằng các tổ chức phải rất thận trọng khi thiết lập mối quan hệ này vì PR và marketing không phải là một. Nếu sự phân biệt giữa marketing và PR không rõ ràng, PR trở nên phụ thuộc và trở nên kém hiệu quả. Cho nên, cần nhìn nhận marketing và PR là hai chức năng bổ trợ cho nhau, mỗi thành phần có cách tiến hành riêng biệt nhưng phối hợp với nhau để xây dựng và duy trì các mối quan hệ nền tảng cho sự trưởng thành và phát triển của tổ chức. Bỏ qua một thành phần sẽ làm cho thành phần kia thất bại. Quan điểm này cũng phù hợp với quan điểm của các chuyên gia truyền thông tích họp khi coi PR là một phần quan trọng của tiến trình IMC, đóng góp theo cách riêng nhưng đồng nhất với mục tiêu marketing.
Cho dù PR đóng vai trò truyền thống hay theo hướng marketing thì vẫn có những mục tiêu riêng. Đánh giá thái độ của công chúng và tạo nên một hình ảnh có lợi cho công ty cũng không kém phần quan trọng so với việc truyền thông sản phẩm/dịch vụ trực tiếp.

## Các chức năng của PR theo quan điểm Marketing
Tác giả Harris T. cho rằng các hoạt động PR nhằm hỗ trợ cho mục tiêu marketing như gia tăng nhận thức của công chúng, truyền thông và hướng dẫn, tạo ra sự hiểu biết, xây dựng niềm tin, tạo cớ cho người tiêu dùng mua hàng và thúc đẩy họ chấp nhận. Trong một chương trình IMC, PR giữ những chức năng cụ thể như sau như làm nóng thị trường, giới thiệu sản phẩm mà không cần hoặc rất ít quảng cáo, cung cấp dịch vụ giá trị khách hàng gia tăng, xây dựng quan hệ "từ thương hiệu hướng đến khách hàng", gây ảnh hưởng đến nhóm người tiên phong, bảo vệ sản phẩm và cung cấp lý do mua hàng cho người tiêu dùng.
Theo tác giả Harris, PR có những ưu điểm sau trong một chương trình IMC:
- Cách tạo hiệu quả chi phí tốt để tiếp cận thị trường
- Cách thức hiệu quả rất tập trung vào việc hướng đến quan hệ công chúng
- Lợi nhuận thu được từ nguồn bảo lãnh từ bên thứ ba độc lập không liên quan đến sản phẩm
- Đạt được sự tin tưởng cao
- Hỗ trợ cho các chương trình quảng cáo khi đưa ra những thông điệp đáng tin cậy hơn
- Làm thay đổi suy nghĩ của các nhóm khách hàng
- Khuyến khích những khách hàng nào còn đang lưỡng lự mua hàng

Tuy nhiên, tác giả cũng chỉ ra những nhược điểm đi kèm, bao gồm:
- Thiếu sự kiểm soát đối với các phương tiện truyền tin
- Khó gắn kết nội dung trong khẩu hiệu tuyên truyền với các phương thức quảng cáo
- Thời gian và không gian quảng cáo không được bảo đảm
- Không có thang đo lường chuẩn mực hiệu quả cho các hoạt động PR

## Những nội dung của Quan hệ công chúng
Theo John Vivian, các hoạt động của lĩnh vực Quan hệ công chúng bao gồm: 

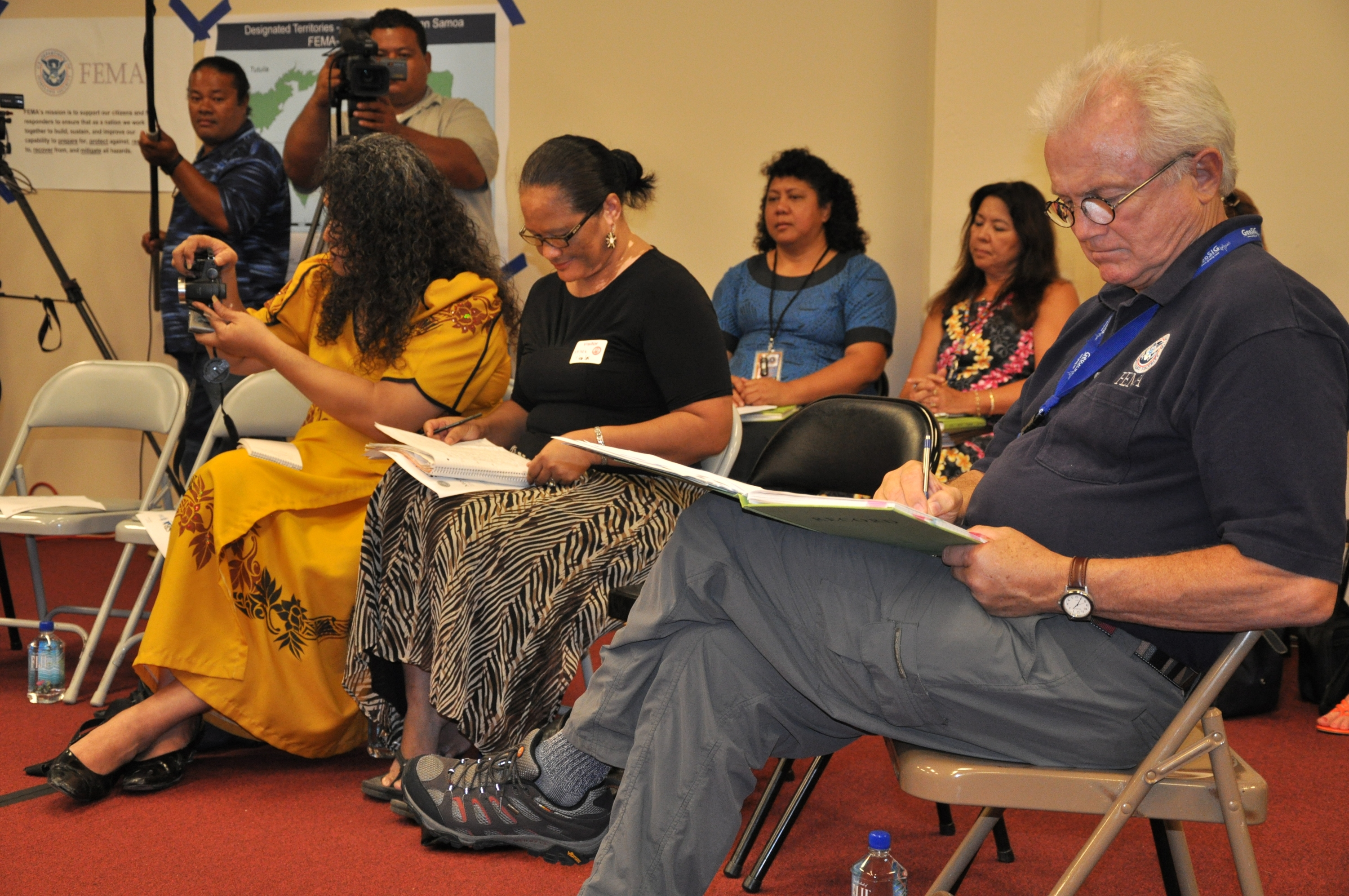
Họp báo là một hình thức phổ biến được sử dụng trong Quan hệ công chúng

- Quan hệ với báo chí (Tiếng Anh: Media Relation)
- Vận động hành lang (Tiếng Anh: Lobbying)
- Truyền thông chính trị (Tiếng Anh: Political Communication)
- Tư vấn xây dựng hình ảnh (Tiếng Anh: Image consulting)
- Quan hệ với nhóm công chúng tài chúng (Tiếng Anh: Financial PR)
- Gây quỹ (Tiếng Anh: Fund Raising)
- Kế hoạch đối phó với những việc bất ngờ (Tiếng Anh: Contingency planning)
- Khảo sát công chúng (Tiếng Anh: Polling)
- Điều phối sự kiện (Tiếng Anh: Events Coordination)

Theo Scott M.Cutlip, PR gồm 7 chức năng:
- Tuyên truyền (Tiếng Anh: Publicity)
- Quảng cáo (Tiếng Anh: Advertising)
- Công việc báo chí (Tiếng Anh: Press Agency)
- Nhiệm vụ công (Tiếng Anh: Public Affairs)
- Quản lý vấn đề (Tiếng Anh: Issues Management)
- Vận động hành lang (Tiếng Anh: Lobbying)
- Quan hệ với nhà đầu tư (Tiếng Anh: Investor Relation)

## Sự khác biệt giữa Quan hệ công chúng và Quảng cáo
Quảng cáo là hình thức truyền thông mất phí, trong khi quan hệ công chúng là hình thức truyền thông mang tính lan truyền. Điều này có nghĩa là bạn cần thuyết phục các phóng viên, biên tập viết câu chuyện tích cực về thương hiệu, nhân viên, khách hàng của mình, hay thậm chí là các vấn đề công ty đang gặp phải. Câu chuyện sẽ được xuất hiện trong phần bài viết của tạp chí, báo đài, TV chứ không thuộc chuyên mục quảng cáo. Bởi vậy, câu chuyện của nhãn hàng sẽ trở nên đáng tin cậy hơn nhờ sự chứng thực từ một bên thứ ba, chứ không phải do bản thân doanh nghiệp đưa ra.
| Quảng cáo                             | Quan hệ công chúng                                      |
| Trả phí                               | Lan truyền                                              |
| Tập trung thể hiện sản phẩm           | Tập trung xây dựng lòng tin                             |
| Công chúng hoài nghi                  | Đáng tin cậy hơn nhờ đơn vị thứ 3 xác thực              |
| Được lựa chọn vị trí xuất hiện        | Không có gì đảm bảo, buộc phải thuyết phục truyền thông |
| Tự do sáng tạo                        | Đơn vị thứ 3 kiểm soát bản cuối                         |
| Quảng cáo sử dụng chủ yếu về hình ảnh | PR sử dụng ngôn từ                                      |
| Tốn kém                               | Ít tốn kém                                              |
| "Hãy mua sản phẩm"                    | "Điều này rất quan trọng"                               |

Sự khác biệt giữa quảng cáo và quan hệ công chúng

## Các chiến thuật Quan hệ công chúng
Các chuyên gia Quan hệ công chúng đại diện cho hình ảnh của một tổ chức hoặc cá nhân, thường để nói rõ mục tiêu và quan điểm chính thức về các vấn đề liên quan, chủ yếu là cho giới truyền thông. Quan hệ công chúng góp phần vào cách cảm nhận của công chúng đối với một tổ chức bằng cách tác động đến truyền thông và duy trì mối quan hệ với các bên liên quan. Theo Tiến sĩ Jacquie L'Etang từ Đại học Queen Margaret, các chuyên gia quan hệ công chúng có thể được xem là "nhân viên diễn ngôn chuyên về giao tiếp và trình bày lập luận và sử dụng các chiến lược tu từ để đạt được mục tiêu quản lý."

### Nhắm đến khách hàng mục tiêu
Một kỹ thuật cơ bản được sử dụng trong quan hệ công chúng là xác định đối tượng mục tiêu và điều chỉnh thông điệp phù hợp với đối tượng. Đôi khi mối quan tâm khác nhau của khách hàng và cổ đông đòi hỏi nỗ lực của việc tạo ra những thông điệp khác biệt nhưng bổ sung cho nhau. Tuy nhiên, những thông điệp này phải phù hợp với nhau, tạo ra sự thống nhất cho toàn bộ chủ đề và thông điệp chung. Chiến thuật nhắm đến khách hàng mục tiêu là một chiến thuật quan trọng đối với những người làm PR bởi họ phải đối diện với nhiều vấn đề: tầm nhìn thấp, thiếu hiểu biết của công chúng, sự phản đối từ các nhà phê bình và không có đủ nguồn hỗ trợ.
Mặt khác, lý thuyết về các bên liên quan xác định những người có cổ phần trong một tổ chức hoặc một vấn đề nhất định. Tất cả các khách hàng mục tiêu đều được xem là những bên liên quan (hoặc những bên liên quan giả định), nhưng không phải tất cả các bên liên quan đều được xem như là khách hàng mục tiêu.  Ví dụ, nếu một tổ chức từ thiện uỷ thác cho một công ty quan hệ công chúng tạo ra một chiến dịch nhằm gây quỹ tìm thuốc chữa cho một loại bệnh, quỹ từ thiện và người mắc bệnh được xem như là các bên liên quan, nhưng thực tế khách hàng mục tiêu là những người quyên góp. Những chuyên gia quan hệ công chúng sở những kỹ năng đặc biệt trong việc quan hệ với giới truyền thông, định vị thị trường và làm thương hiệu. Họ là những người cung cấp dịch vụ đem lại cho doanh nghiệp những thông tin rõ ràng, quan trọng về đối tượng mục tiêu của họ.

### Các nhóm công chúng trong PR
Công chúng là bất kỳ nhóm nào mà các thành viên có cùng lợi ích hoặc giá trị chung trong một chủ đề cụ thể. Các thành viên đó sau đó sẽ được coi là các bên liên quan, đó là những người có cổ phần hoặc quan tâm đến một tổ chức hoặc vấn đề có khả năng liên quan đến tổ chức hoặc nhóm mà họ quan tâm.
Các nhóm công chúng trong PR bao gồm:
- Nhóm công chúng truyền thống (Tiếng Anh: Traditional Publics): Các nhóm mà cá nhân có mối quan hệ liên tục và lâu dài với nhau, có thể bao gồm: Nhân viên, Truyền thông, Chính phủ, Nhà đầu tư và Khách hàng[18]
- Nhóm công chúng không truyền thống (Tiếng Anh: Non-Traditional Publics): Các nhóm thường không quen thuộc với tổ chức và cá nhân không có mối quan hệ nào nhưng có thể trở thành nhóm công chúng truyền thống do những thay đổi trong tổ chức, trong xã hội hoặc nếu sự kiện thay đổi nhóm xảy ra.[18]
- Nhóm công chúng tiềm ẩn (Tiếng Anh: Latent Publics): Một nhóm có các giá trị đã tiếp xúc với các giá trị của tổ chức nhưng các thành viên chưa nhận ra điều đó; các thành viên của nhóm công chúng đó chưa nhận thức được mối quan hệ.[18]
- Nhóm công chúng có nhận thức (Tiếng Anh: Aware Publics): Một nhóm các thành viên nhận thức được sự tồn tại của sự phổ biến của các giá trị hoặc lợi ích với tổ chức, nhưng không tổ chức hoặc cố gắng đáp ứng với điểm chung đó.[18]
- Nhóm công chúng can thiệp (Tiếng Anh: Intervening Publics): Bất kỳ nhóm công chúng nào giúp một cá nhân gửi tin nhắn đến một nhóm công chúng khác, có thể là phương tiện truyền thông hoặc một người có địa vị.[18]
- Nhóm công chúng chính (Tiếng Anh: Primary Publics): Nếu nhóm công chúng có thể ảnh hưởng trực tiếp đến việc theo đuổi các mục tiêu hướng đến giá trị của tổ chức. Nhóm công chúng này sẽ bao gồm các phương tiện truyền thông, nhân viên, chính phủ, cổ đông, tổ chức tài chính và cộng đồng trực tiếp.[18]
- Nhóm công chúng thứ cấp (Tiếng Anh: Secondary Publics): Có sự quan tâm cao đối với công ty như nhóm công chúng chính nhưng sẽ không bị ảnh hưởng trực tiếp bởi các quyết định của tổ chức.[18]
- Nhóm công chúng nội bộ (Tiếng Anh: Internal Publics): Những người trong một tổ chức.[18]
- Nhóm công chúng bên ngoài (Tiếng Anh: External Publics): Những người bên ngoài một tổ chức.[18]
- Nhóm công chúng trong nước (Tiếng Anh: Domestic Publics): Những người trong nước.[18]
- Nhóm công chúng quốc tế (Tiếng Anh: International Publics): Những người ở ngoài nước và khi giao tiếp với nhóm công chúng này, các cá nhân phải cảnh giác với văn hóa, tín ngưỡng, giá trị, đạo đức và sự khác biệt văn hóa có giá trị khác để không xúc phạm bất cứ ai.[18]

Lý thuyết ban đầu của James Grunig (1978) đã đề xuất rằng các nhóm công chúng phát triển theo các giai đoạn được xác định bởi mức độ nhận biết vấn đề của họ, nhận biết hạn chế và tham gia vào việc giải quyết vấn đề. Lý thuyết đặt ra rằng các nhóm công chúng phát triển theo các giai đoạn sau:
- Nhóm không phải công chúng (Tiếng Anh: Non-Publics): Chia sẻ không có vấn đề với một tổ chức.
- Nhóm công chúng tiềm ẩn (Tiếng Anh: Latent Publics): Đối mặt với một vấn đề nhưng không nhận ra nó.
- Nhóm công chúng thờ ơ (Tiếng Anh: Apathetic Publics): Đối mặt với một vấn đề nhưng không quan tâm để giải quyết nó.
- Nhóm công chúng có nhận thức (Tiếng Anh: Aware Publics): Đối mặt với một vấn đề nhưng không được tổ chức để huy động chống lại nó.
- Nhóm công chúng tích cực (Tiếng Anh: Active Publics): Đối mặt với một vấn đề và được tổ chức để trả lời nó.[19]

### Tạo ra thông điệp
Tạo ra thông điệp là quá trình tạo ra một câu chuyện mang tính nhất quán xung quanh một sản phẩm, con người, công ty hoặc dịch vụ. Mục tiêu của quá trình tạo ra thông điệp nhằm tránh việc người đọc nhận được những thông tin mâu thuẫn hoặc khó hiểu, gây ra sự nghi ngờ trong quyết định mua hàng của họ, hoặc các quyết định khác làm ảnh hưởng tới công ty. Các thương hiệu hướng đến cùng một tuyến bố vấn đề, quan điểm về ngành hoặc nhận thức về thương hiệu được chia sẻ trên các nguồn và phương tiện truyền thông.

### Marketing truyền thông mạng xã hội (Social media marketing)
Tiếp thị kỹ thuật số (Tiếng Anh: Digital Marketing) là việc sử dụng các công cụ và công nghệ Internet như công cụ tìm kiếm, quan hệ truyền thông mới, viết blog và marketing truyền thông mạng xã hội. PR tương tác cho phép các công ty và tổ chức phổ biến thông tin mà không chỉ dựa vào các ấn phẩm chính thống và giao tiếp trực tiếp với công chúng, khách hàng và khách hàng tiềm năng.
Các chuyên viên PR luôn dựa vào các phương tiện truyền thông như TV, đài phát thanh và tạp chí, để quảng bá ý tưởng và thông điệp của họ được thiết kế riêng cho đối tượng mục tiêu. Tiếp thị truyền thông mạng xã hội không chỉ là một cách mới để đạt được mục tiêu đó, nó còn là sự tiếp nối của một chiến lược tồn tại trong nhiều thập kỷ. Lister và cộng sự. nói rằng "Phương tiện kỹ thuật số có thể được coi là sự tiếp nối và mở rộng của một nguyên lý hoặc kỹ thuật đã có sẵn".
Các nền tảng truyền thông mạng xã hội cho phép người dùng kết nối với khán giả để xây dựng thương hiệu, tăng doanh số và thúc đẩy lưu lượng truy cập trang web. Điều này liên quan đến việc xuất bản nội dung trên hồ sơ truyền thông xã hội, thu hút người theo dõi, phân tích kết quả và chạy quảng cáo trên phương tiện truyền thông xã hội. Mục tiêu là sản xuất nội dung mà người dùng sẽ chia sẻ với mạng xã hội của họ để giúp công ty tăng cường tiếp xúc với thương hiệu và mở rộng phạm vi tiếp cận khách hàng. Một số nền tảng truyền thông xã hội lớn hiện nay là Facebook, Instagram, Twitter, LinkedIn, Pinterest, YouTube và Snapchat.
Khi công nghệ kỹ thuật số đã phát triển, các phương pháp đo lường hiệu quả quan hệ công chúng trực tuyến hiệu quả đã được cải thiện. Hiệp hội quan hệ công chúng Hoa Kỳ, nơi đã phát triển các chiến lược PR từ năm 1947, đã xác định 5 bước để đo lường hiệu quả quan hệ công chúng trực tuyến.
- Mức độ tương tác (Tiếng Anh: Engagement): Đo lường số lượng người tham gia với một mục (chia sẻ xã hội, lượt thích và bình luận).
- Số lượt impressions: Đo số người có thể đã xem một mục.
- Nội dung: Đo bất kỳ nội dung nào (bài đăng trên blog, bài viết, v.v.) ban đầu xuất hiện dưới dạng phương tiện kỹ thuật số.
- Lượt đề cập: Đo lường có bao nhiêu nội dung trực tuyến đề cập đến thương hiệu, tổ chức hoặc sản phẩm.
- Lượt tiếp cận (Tiếng Anh: Reach): Đo lường mức độ các chiến dịch PR có thể thâm nhập và tiếp cận các đối tượng cụ thể.[22]